# 上野岑雄
上野 岑雄（かみつけの の みねお）は、平安時代前期の歌人。

## 墨染の桜
『古今和歌集』によると、寛平3年1月13日（891年2月24日）に時の太政大臣であった藤原基経が亡くなり、深草の山に埋葬した際に、以下の和歌を詠んだとされる。
この歌は後世の文学者に広く知られ、『源氏物語』の源氏のセリフや、和泉式部や惟宗光吉など様々な歌人の歌に引用されている。また、世阿弥も「墨染桜」という演目を作成している。